# Smicridea brasiliana
Smicridea brasiliana är en nattsländeart som först beskrevs av Georg Ulmer 1905.  Smicridea brasiliana ingår i släktet Smicridea och familjen ryssjenattsländor. Inga underarter finns listade i Catalogue of Life.